# Zoba
Der Zoba ist ein Berg im osttimoresischen Verwaltungsamt Lolotoe (Gemeinde Bobonaro).

## Geographie
Der Zoba befindet sich im Südosten des Sucos Opa, im Osten der Aldeia Raimea. Er hat eine Höhe von 593 m. Westlich liegt der Berg Salili (906 m) und südlich der Meope (702 m). Im Norden und weiter östlich fließt der Fluss Foura. Südlich des Flusses Foura gibt es in Opa keine Besiedlung. Die Region ist von dichten Tiefland-Feuchtwäldern bedeckt.

## Geschichte
In den Hügeln um den Zoba (Zoba Zova) entstand 1976 eine Widerstandsbasis (base de apoio), in der von der FRETILIN Flüchtlinge vor der indonesischen Invasion angesiedelt wurden. Die Basis wurde später von der indonesischen Armee zerstört.